# Bird-Verteidigung
Die Bird-Verteidigung der Spanischen Partie ist eine Eröffnungsvariante im Schach. Ihr ECO-Code lautet C61.
Sie wurde bereits 1843 im Bilguerschen Handbuch des Schachspiels analysiert. Benannt wurde sie allerdings nach dem für seine originelle Spielweise bekannten englischen Schachmeister Henry Edward Bird, der sie im Turnier von Wien 1873 in die Turnierpraxis einführte.
Die Variante entsteht nach den Zügen
1. e2–e4 e7–e5

2. Sg1–f3 Sb8–c6

3. Lf1–b5 Sc6–d4.
Schwarz beantwortet den Angriff auf seinen Bauern e5 mit einem Gegenangriff auf den weißen Läufer b5. Allerdings verstößt er damit gegen ein Eröffnungsprinzip, indem er eine bereits entwickelte Figur nochmals zieht. Nach der meist gespielten Fortsetzung 4. Sf3xd4 (auch 4. Lb5–a4 oder 4. Lb5–c4 sind möglich) 4. … e5xd4 verfügt Weiß über einen kleinen Entwicklungsvorsprung, zudem ist die schwarze Bauernstellung wegen des Doppelbauern auf der d-Linie etwas geschwächt. Als Kompensation dafür engt der schwarze Bauer d4 die weiße Stellung ein und verhindert z. B. die Entwicklung des weißen Springers b1 auf das Feld c3. Insgesamt gilt die Variante als theoretisch nicht ganz vollwertig, auch wenn sie gelegentlich von Meistern angewandt wird, um die Hauptvarianten der Spanischen Partie zu vermeiden. In einer Analyse von Anderssen und Lange, Breslau 1859, wird die Bird-Verteidigung untersucht.